# Villa Cilento
Die Villa Cilento ist ein Landhaus aus dem 19. Jahrhundert im Viertel Posillipo der Stadt Neapel in der italienischen Region Kampanien. Es liegt in der Via Torre Ranieri, 5.

## Geschichte und Beschreibung
Die Villa wurde in den Jahren 1875–1880 unweit des Meeres errichtet. Sie besteht aus einem einzelnen, rechteckigen Baukörper. Zum Eingangsportal führt eine doppelzügige Treppe zur Eingangsterrasse.
Zwei der Innenräume sind mit Fresken von Ignazio Perricci verziert. Die Alleen des Parks sind von Obstbäumen und hundertjährigen Gewächsen gesäumt.
Das Landhaus wird heute für Zusammenkünfte und Hochzeiten genutzt.